# Societat d'Ensenyament i Recerca del Català com a Llengua Estrangera
La Societat d'Ensenyament i Recerca del Català com a Llengua Estrangera (SERCLE) és una entitat formada per professorat de català com a llengua estrangera, llengua segona i llengua addicional, constituïda com a associació el juliol de 2018, amb l'objectiu de promoure la recerca i l'ensenyament de la llengua i la cultura catalanes en contextos que no siguin els de la didàctica del català en l'educació secundària o universitària com a primera llengua.
La societat va néixer el juliol de 2019 amb l'objectiu de promoure l'ensenyament i la recerca del català com a llengua segona, addicional, complementària o estrangera, i crear una xarxa de professorat i personal investigador que dedicat l'ensenyament i a la recerca del català fora del domini lingüístic (per exemple, professorat d'universitats estrangeres); a alumnat internacional dins del domini lingüístic (com ara alumnat nouvingut a primària o secundària, estudiants Erasmus a les universitats de la Xarxa Vives o adults que han arribat als Països Catalans per altres motius), o bé a adults que, tot i tenir el català com a llengua primera, no han estat escolaritzats en aquesta llengua (per exemple, alumnat de centres de normalització lingüística del Consorci per a la Normalització Lingüística, cursos en escoles d'adults, etc.).
L'associació organitza activitats de formació i divulgació científica, així com un portal l'intercanvi d'experiències i materials.